# Fazıl Say
Fazıl Say (født 14. Januar 1970 i Ankara) er en kendt tyrkisk pianist og komponist.
Han har skrevet 3 symfonier, orkesterværker, korværker, klaverstykker etc. Hans første symfoni "Istanbul", er hans mest kendte værk, og er blevet opført vidt omkring med mange forskellige Symfoniorkestre, med stor succes. Say er mest kendt internationalt som koncertpianist, og har spillet som solist med mange Symfoniorkestre Verden over.

## Udvalgte værker
- Symfoni nr. 1 "Istanbul" (2009-2010) - for neyfløjte, kanun, kudüm, darbuka og orkester
- Symfoni nr. 2 "Mesopotamien" (2011) - for orkester
- Symfoni nr. 3 "Univers" (2012) - for orkester
- "Sort jord" (1997) - for klaver
- Klaverkoncert nr. 1 "Symfoni koncertante" (1993) - for klaver og orkester
- Klaverkoncert nr. 2 "Silke vejen" (1994) - for klaver og strygerorkester
- Klaverkoncert nr. 3 "Stilheden fra Anatolia" (2001) - for klaver og orkester
- NeyfløjteKoncert "Hezarfen" (2012) - for neyfløjte og orkester